# Natrolite
La natrolite est une espèce minérale du groupe des silicates, sous-groupe des tectosilicates, famille des zéolites, de formule Na2 (Al2Si3O10).2H2O ; pouvant contenir des traces de calcium et de potassium.

## Historique de la description et appellations

### Inventeur et étymologie
Décrit par Martin Heinrich Klaproth en 1803, le nom dérive du latin  "Natron" = soude, en raison de sa teneur en sodium.

### Topotype
Hohentwiel, Hegau (Högau) en Bavière. Allemagne.

## Synonymie
Il existe pour ce minéral une grande richesse en synonymes :
- aedelite (ou édelite), par Richard Kirwan dans Elements of Mineralogy (1784).
- adélite[5]. Attention il existe bien une espèce minérale valide à ce nom. Ce terme est également commun avec la prehnite.
- apoanalcite
- bergmannite
- brévicite[6]
- brevigite
- chondrikite
- crocalite
- échellite
- épinatrolite
- fargite
- heganite[7]
- hogauite Martin Heinrich Klaproth, le nom dérive du lieu où ont été trouvés les échantillons analysés par ce chimiste : Högau (Hegau) près du lac de Constance[8].
- hösruite
- hydronatrolite
- lehuntite
- mésotype René Just Haüy[9]
- mooraboolite qui est en fait une natrolite riche en potassium décrite comme espèce en 1903 par Leonard James Spencer (1870-1959) d'après des échantillons de Moorabool River, Maude, Victoria, Australie
- savite
- zéolithe farineuse (Hisinger)[10]

## Caractéristiques physico-chimiques

### Critères de détermination
Elle fond à la bougie et se gélifie avec l’acide chlorhydrique.

## Variétés
- Bergmannite qui est une pseudomorphose de natrolite remplaçant la scapolite ou la néphéline.
- Galactite qui est une variété calcique trouvée à Glenfarg, Tayside (Perthshire), Écosse.

### Cristallochimie
- Dimorphe de la gonnardite.
- Elle sert de chef de file à un sous-groupe de minéraux isostructuraux qui porte son nom.

### Sous-groupe de la natrolite
Elle fait référence pour un sous-groupe qui contient :
- Gonnardite,
- Mésolite,
- Paranatrolite,
- Scolécite,
- Thomsonite-Ca,
- Thomsonite-Sr.

### Cristallographie
- Paramètres de la maille conventionnelle : a = 18.27, b = 18.587, c = 6.56, Z = 8 ; V = 2,227.67
- Densité calculée= 2,27

### Propriétés physiques
- Pyro-électrique, piézo-électrique

## Gîtes et gisements

### Gîtologie et minéraux associés
Gîtologiedans les cavités des basaltes ou autres roches laviques, en association avec la calcite, et d’autres zéolithes. Mais aussi comme produit d’altération des plagioclases. Il existe des filons hydrothermaux de natrolite dans les serpentines associée à l’asbeste. (cristaux de plus d’un mètre - Asbestos, Canada)

## Galerie France

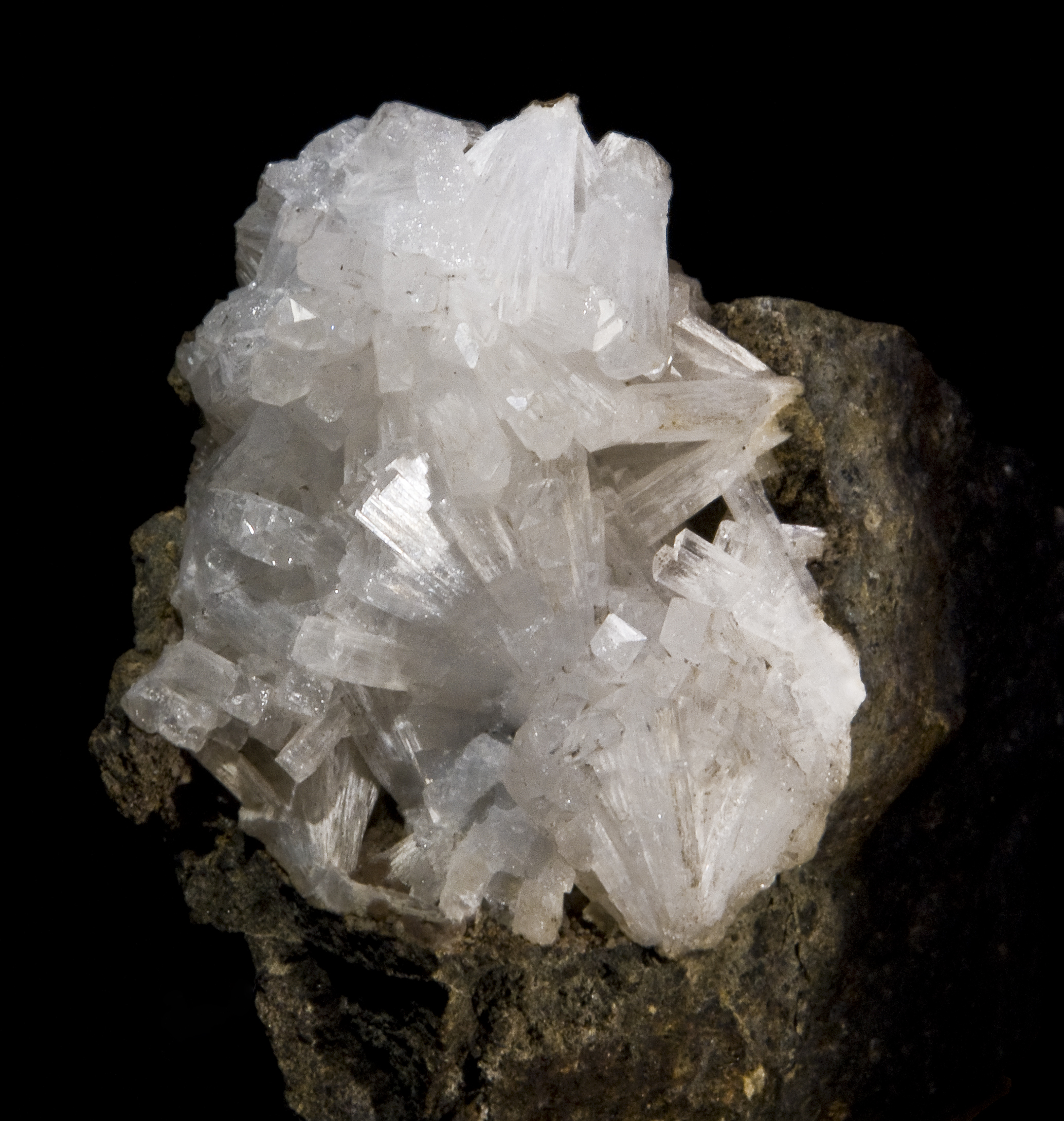
Natrolite - Puy de Marmant, Puy-de-Dôme, (5,3 x 3,3 cm)
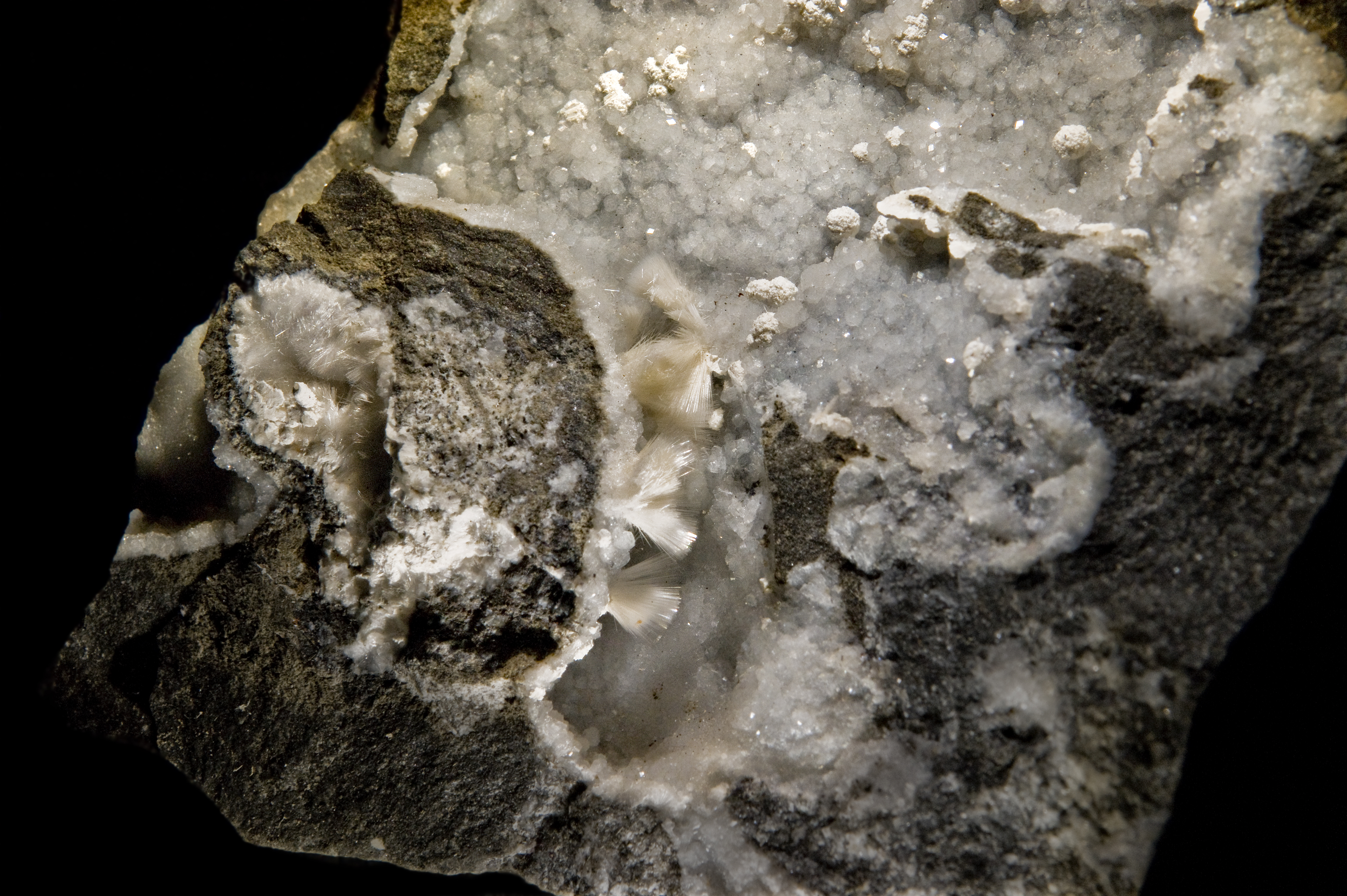
Natrolite  sur phillipsite et tacharanite- Espalion Aveyron (9 x 8 cm)
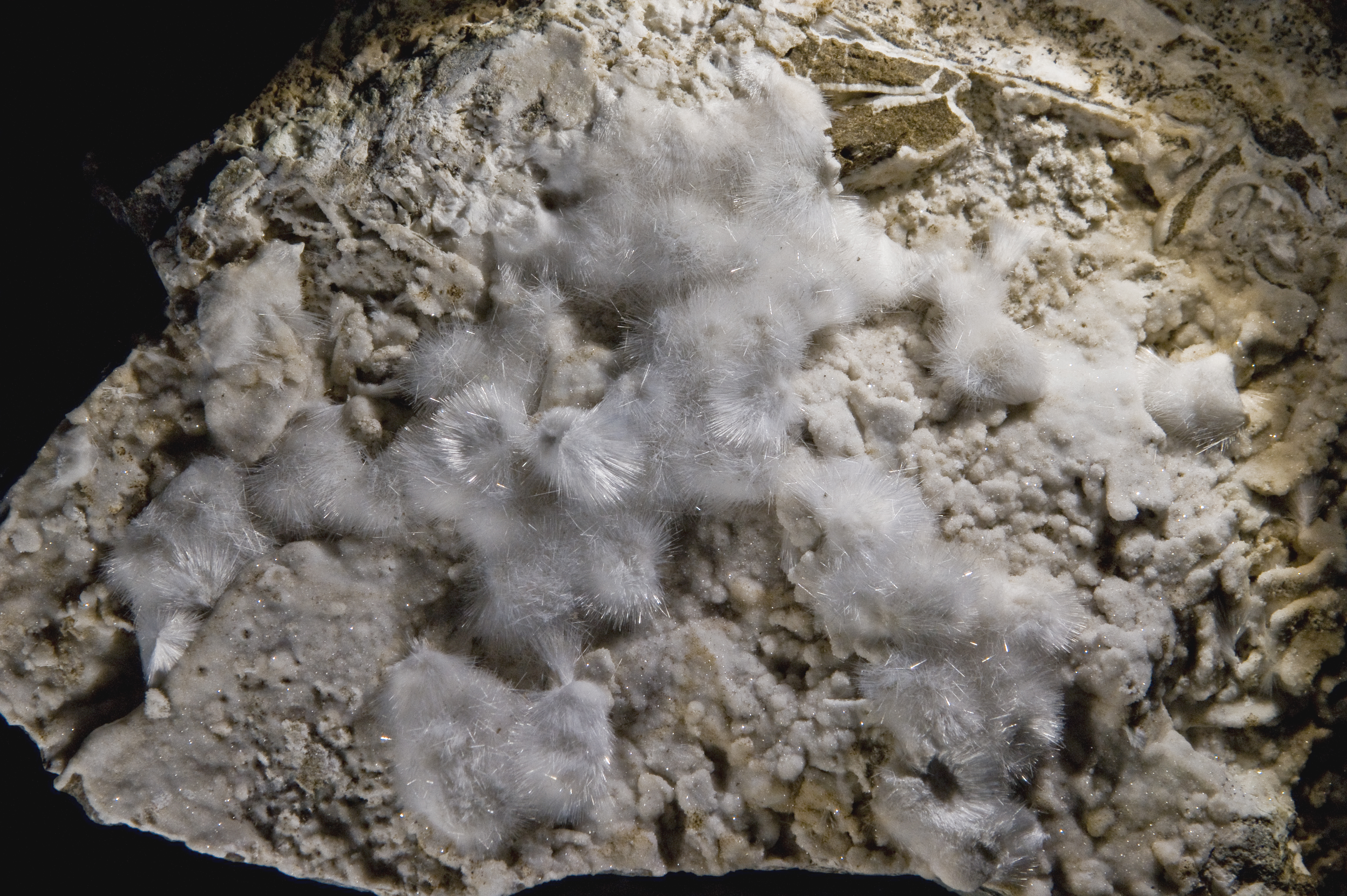
Natrolite sur phillipsite - Piton des neiges Ile de la Réunion  (15 x 11 cm)

## Galerie Monde

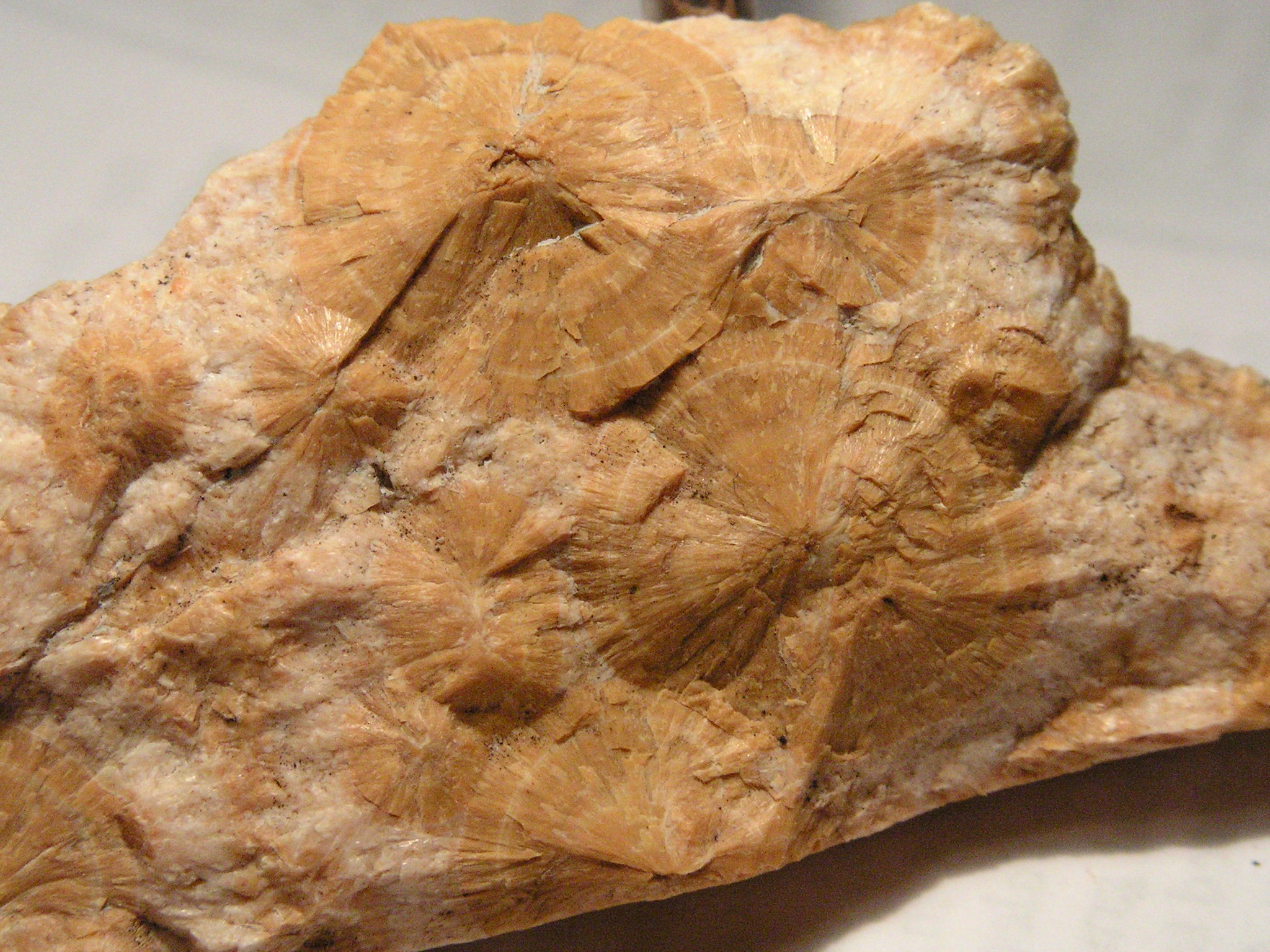
Gisement topotype de Hohentwiel Allemagne
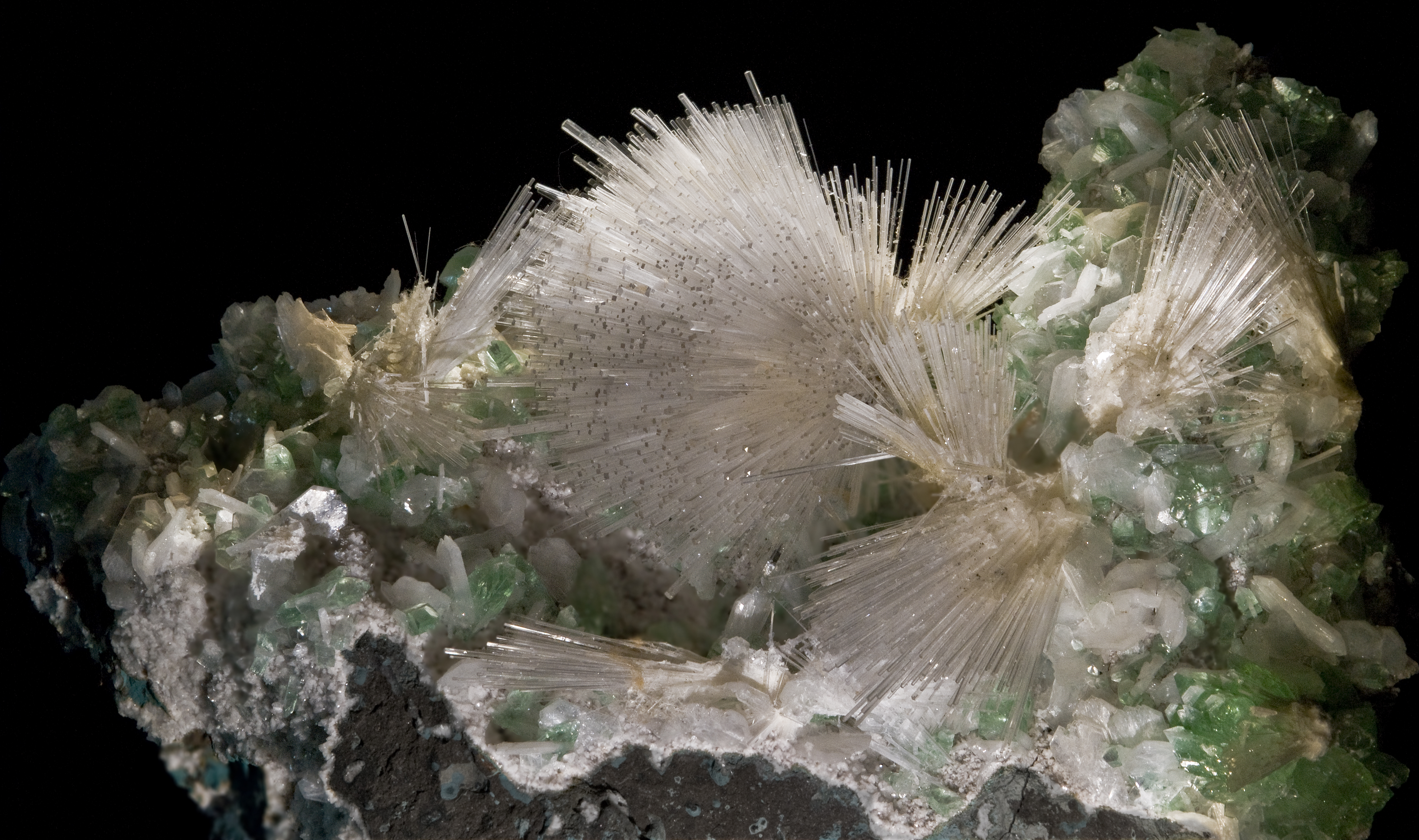
Natrolite et apophyllite - Nasik District, Maharashtra, Inde (24x14cm)
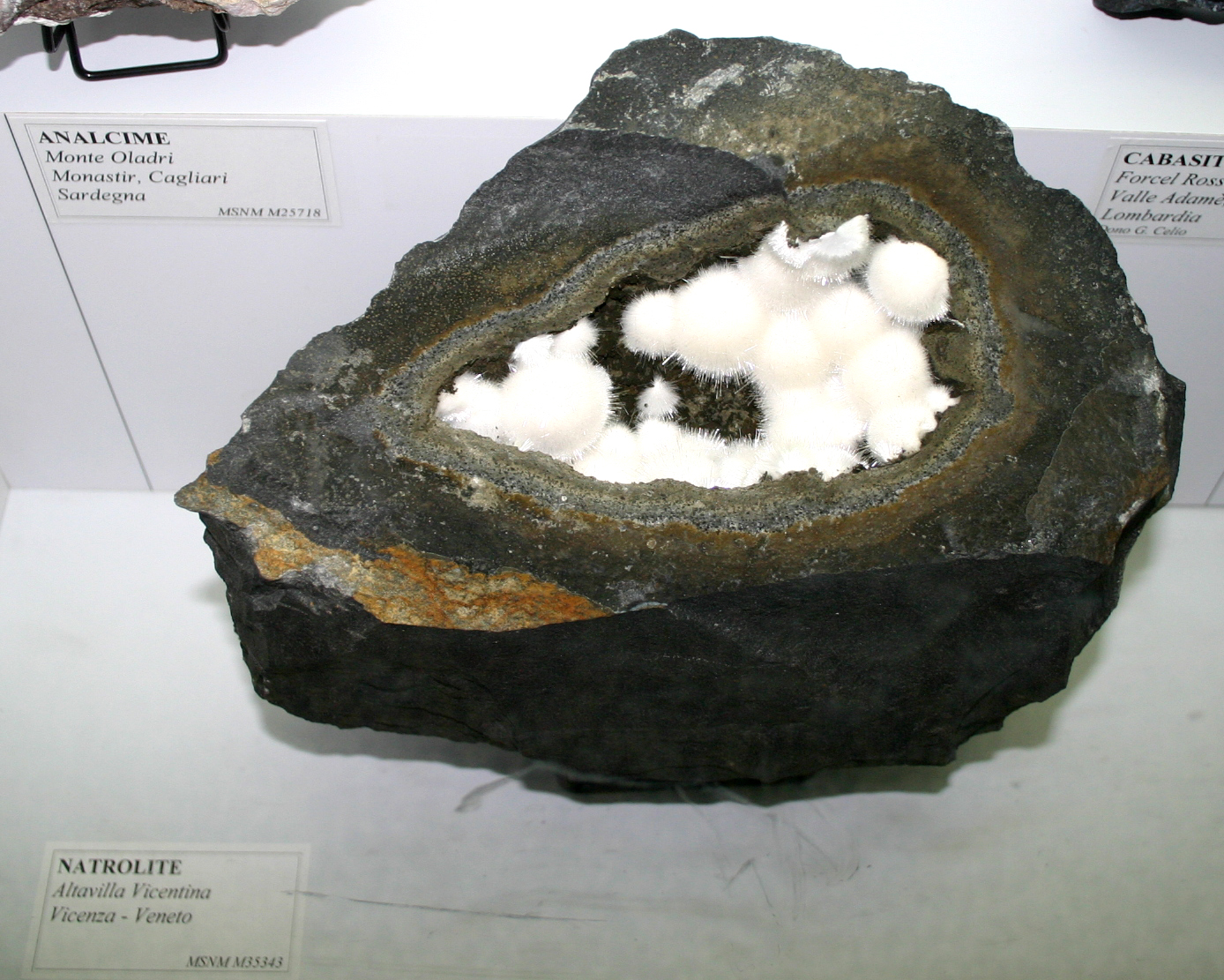
Natrolite - Altavilla Vicenza- Italie - Musée de  Milan

### Gisements producteurs de spécimens remarquables
- Allemagne

Hohentwiel, Hegau (Högau) en Bavière. Gisement topotype
- France

Carrière de basalte d'Espalion, Aveyron
Partie centrale du Piton des Neiges  (Cirque de Mafate, Cirque de Salazie et Cirque de Cilaos). Ile de la Réunion
Puy de Marmant, Veyre-Monton, Puy-de-Dôme, Auvergne
- Inde

Nasik District, Maharashtra,
- Italie

Carrière d'Altavilla, Vicentina, Province de Vicenza, Vénétie,